# Miguel Gonçalves Mendes
Miguel Gonçalves Mendes (Covilhã, 2 de Setembro de 1978) é um realizador, argumentista e produtor de cinema português.
É o autor de José e Pilar (2010), um documentário sobre prémio o Nobel da Literatura português, José Saramago, coproduzido por Pedro e Agustín Almodóvar (Hable con ella, La piel que habito) e Fernando Meirelles (Cidade de Deus e The Constant Gardener). Em 2011, já depois de um circuito internacional de festivais bem sucedido, o filme deu mote a um movimento popular no país, que fez estalar um debate sobre o cinema português com base numa petição com 1 400 signatários e impulsionou uma campanha de corrida aos Óscares, em Los Angeles e Nova Iorque. Atualmente, Miguel encontra-se a filmar o seu novo documentário, O Sentido da Vida, produzido por Fernando Meirelles, que retrata distintas personalidades mundiais. 

## Biografia
Miguel frequentou Relações Internacionais (ISCSP - Universidade Técnica de Lisboa) e História, variante Arqueologia (Universidade Nova de Lisboa), antes de se licenciar em Cinema pela Escola Superior de Teatro e Cinema onde se especializou em montagem. Em 2002 fundou a JumpCut, através da qual produziu todos os seus projetos até 2014.

## Carreira

### Os Primeiros Anos
D. Nieves (2002)
Documentário que explora a proximidade cultural entre Portugal e a Galiza, as suas raízes históricas, as suas razões mais profundas e as suas consequências. Valeu ao realizador os primeiros prémios da carreira, como o o Prémio Europeu "Massimo Troisi", em Itália.
Autografia (2004)
Documentário que retrata a vida, o percurso e a individualidade do poeta e pintor português Mário Cesariny. Vencedor do prémio para o Melhor Documentário Português, no DocLisboa 2004.
A Batalha dos Três Reis (2005)
A primeira longa-metragem de ficção de Miguel Mendes, rodado em Marrocos, um insano e fatal jogo de ciúmes.
Floripes (2007)
De regresso ao documentário, explorou a lenda de Floripes, uma moura encantada que deambula, todas as noites, triste e sem destino, pela vila de Olhão, inebriando os pescadores num feitiço que os guiava, mar a dentro, até à morte.
Curso de Silêncio (2007)
Filme experimental, baseado no universo imagético de Maria Gabriela Llansol que, ao seguir o seu processo de construção narrativa, explora a chamada “cena fulgor”.

### José e Pilar (2010)
José e Pilar olha para a a vida de um dos maiores escritores do século XX, e encontra um Saramago desconhecido, provando que génio e simplicidade são compatíveis. 
A Viagem do Elefante, o livro que narra as aventuras e desventuras de um paquiderme transportado desde a corte de D. João III à do austríaco Arquiduque Maximiliano, é o ponto de partida para um filme que retrata a relação entre o Prémio Nobel da Literatura, José Saramago, e a sua companheira, Pilar del Río. Percorrendo o dia-a-dia do casal em Lanzarote e Lisboa, em casa e em viagens de trabalho por todo o mundo, revela-se um retrato surpreendente de um autor, durante o processo de criação, e da relação de um casal empenhado em mudar o mundo – ou, pelo menos, em torná-lo melhor. 
Depois de se tornar a obra mais popular de Miguel Mendes, com estreia comercial em Portugal, Espanha, Brasil, México e Itália e vários prémios e nomeações, o filme teve destaque pelo apoio que recebeu do público e pelo debate e agitação que gerou em torno do cinema português, cronicamente divorciado dos portugueses. O Split Screen, referência da blogosfera cinéfila nacional, lançou uma petição que recolheu o apoio dos portugueses para que o filme fosse escolhido pelo ICA (Instituto do Cinema e Audiovisual) como o candidato de Portugal na corrida à nomeação para Óscar de Melhor Filme Estrangeiro. A par de uma campanha de screenings nos Estados Unidos, que incluiu a exibição do filme no MOMA e granjeou o aplauso de publicações como a Variety e o The New York Times, José e Pilar foi o candidato português aos Óscares de 2012. Falhou a nomeação nesta categoria e chegou à shortlist de pré-nomeados para Melhor Canção (com o tema Já Não Estar, composta por José Mario Branco e interpretada pelo fadista Camané)

### Nada Tenho de Meu (2012)
Miguel e os escritores brasileiros Tatiana Salem Levy e João Paulo Cuenca viajaram até ao Extremo Oriente para uma troca de experiências com artistas e pensadores de Macau, Hong Kong, Vietname, Cambodja e Tailândia. Desse contato, nasceu o projeto “Nada tenho de meu”, descrito pelos seus autores como “uma mistura de caderno de viagens e ficção”, distribuído digitalmente sob o formato de web series. Contudo, a pretensa veracidade do diário transfigura-se rapidamente, dando origem uma narrativa ficcional, que não permitirá ao espectador saber qual a verdade da realidade que lhe é apresentada. Uma espécie de poema visual que fará questionar a identidade cultural portuguesa, ao confrontar-se com uma outra cultura - mas que, no caso concreto de Macau, já é previamente contaminada pela cultura com a qual se contrapõe. É um exemplo de um encontro cultural e de uma posterior reconstrução identitária, num mundo onde todas as civilizações se construíram sobre a ruína de outras. Conhecido também pelas suas iniciativas de distribuição alternativa, Miguel disponibilizou, online e gratuitamente, todos os episódios da série.

### O Sentido da Vida (TBA)
O próximo projecto de Miguel, produzido pela O2 filmes, já começou a ser filmado em torno do mundo e é “um projeto complexo tanto pela sua escala como pelo número de personagens envolvidos”. O realizador tem a intenção de “levar ao extremo o trabalho de construção narrativa desenvolvido em José e Pilar, isto é, captar a realidade e trabalhá-la com premissas de narrativa clássica”.
O protagonista é Giovane Brisotto, um jovem brasileiro portador de uma doença rara e incurável, de origem portuguesa, espalhada pelo globo há 500 anos durante a época das grandes navegações.
Na iminência de um transplante, o Giovane decide embarcar numa viagem ao redor do mundo, traçando a mesma rota que a primeira navegação realizada pelos portugueses que deu origem à disseminação da sua doença. 
Durante a viagem, o protagonista toma contacto, apenas através dos media (televisão, cinema, publicidade), com sete figuras públicas, sete arquétipos, dados como alguns dos novos heróis da contemporaneidade. Mas é o espectador que, em narrativas paralelas, ganha acesso privilegiado ao universo privado e quotidiano de todos eles, descobrindo quem está por trás destas personas, seguidas e idolatradas por multidões, em busca de uma referência para as suas vidas. 
A descoberta, explica Miguel, passa por uma “composição importante: a relação entre a morte, a criação, o poder, o movimento e a universalidade (totalidade) dos fenômenos”.

### O Evangelho Segundo Jesus Cristo (TBA)
Miguel já anunciou que já tem em linha um outro projeto, que será a adaptação cinematográfica da controversa mas mundialmente aclamada obra de José Saramago, O Evangelho Segundo Jesus Cristo. Quando lançado, o livro foi publicamente condenado e criticado pelo Governo Português do então Primeiro Ministro Cavaco Silva, levando o escritor a deixar o país para ilha de Lanzarote, em Espanha, de onde não regressou.
O livro satiriza a vida e morte de Jesus Cristo ao rejeitar o tratamento dos personagens conforme ao dogma e ao mito, retratando-os antes como pessoas normais, com conflitos e emoções de um ser humano genuíno.

### O Labirinto da Saudade (2017)
Miguel Gonçalves Mendes dedicou-se a filmar um documentário de longa metragem sobre a vida e o pensamento do maior intelectual português vivo, Eduardo Lourenço. O título do filme é o mesmo do livro publicado por Lourenço em 1978, o ensaio mais conhecido e e que serviu como ponto de partida. Com argumento adicional de Diogo Figueira e Sabrina D. Marques, a versão televisiva deste filme teve a sua antestreia a 23.5.2018, na RTP1, por ocasião da celebração do aniversário do Professor Eduardo Lourenço. Este filme foi galardoado por diversas ocasiões, com os prémios: Prémio Sophia para Longa Metragem Documental 2018 (Academia Portuguesa do Cinema), Prémio Sony para Cinematografia (DOP de Lee Fuzeta, Academia Portuguesa do Cinema), 2º Lugar para Melhor Cartaz de Cinema 2018 (design de Ana Rita Contente, Academia Portuguesa do Cinema) e foi o grande vencedor da Edição X do FRONTEIRA - Festival Internacional de Filme Documentário e Experimental - Prémio: Melhor Documentário. 

### Monografia e Publicações
“O trabalho de Miguel Gonçalves Mendes é sempre de uma delicadeza invulgar. Delicadeza como o movimento que tem o ritmo certo (tudo o que não é delicadeza é ou demasiado lento ou acelerado). Assim, diante do que não se precipita nem se atrasa, o retratado tem tempo para pousar, como se caísse, no seu solo mais tranquilo. E, por isso, vemos o que nunca vimos antes - gestos íntimos; e breves, mas decisivas, expressões. Tudo se revela no outro quando quem quer ver é paciente. Uma paciência que olha para os pormenores, eis a arte que muito admiro de Miguel Gonçalves Mendes.”

—  Gonçalo M. Tavares
Verso de Autografia / Mário Cesariny (2007)

Editado pela Assírio & Alvim. Complemento ao documentário Autografia, com entrevistas não incluídas no filme.

José e Pilar – Conversas Inéditas (2012)

Editado pela Quetzal e pela Companhia das Letras. Complemento ao documentário José e Pilar, com material inédito não incluído no filme. Com prefácio/posfácio de Valter Hugo Mãe. Publicado em Portugal, México, Argentina, Uruguai e Espanha.

Os Filmes de Miguel Gonçalves Mendes (2012)

Composto por textos de José Padilha, João Moreira Sales, Valter Hugo Mãe, Luís Sepúlveda, Gonçalo M. Tavares, Maria João Seixas, Baltasar Garzón, entre outros.